# Стара ратуша (Мобіл)
Стара ратуша, також відома як Південний ринок, є історичним комплексом суміжних будівель у місті Мобіл, штат Алабама, де зараз розміщено Музей історії міста Мобіл. Комплекс був побудований з 1855 по 1857 роки, щоб слугувати міською ратушею та ринком. У 1973 році його оголошено національною історичною пам'яткою як рідкісний добре збережений приклад багатофункціональної громадської та комерційної будівлі 19 століття.

## Історія
Будівля була спочатку запланована містом у 1854 році як головний міський ринок для продажу овочів, м'яса та риби. У лютому 1855 року вирішили, що в будівлі також розмістяться деякі муніципальні установи, після чого 1 червня 1855 року схвалили 44 000 доларів муніципальних облігацій для оплати будівництва. Архітектором цього початкового етапу будівництва був Томас Сіммонс Джеймс, архітектор Мобіла родом із Вірджинії. 27 грудня 1855 року під час будівництва нової будівлі згоріла мерія на Конті та Джексон-стріт. Як наслідок, у травні 1856 року міська влада прийняла резолюцію, яка схвалила 40 000 доларів на добудову та розширення будівлі з розміщенням для мера, міського писаря, міського скарбника та двох міських рад. Квитанції про оплату свідчать, що будівництво завершено 20 квітня 1857 року.
У 1910 році будівлю перебудував архітектор Вільям Л. Денхем. Нову залу ради додали над новим мостом другого поверху, що з'єднує передню та задню частини центральних секцій. Початковий відкритий прохід між двома центральними секціями закрили, щоб створити вхідний вестибюль, а сходи переорієнтовано на східну стіну вестибюлю. Комплекс знову змінив у середині 1930-х років архітектор Фредерік В. Кларк. Більшість робіт полягала в тому, щоб заповнити деякі з колишніх відкритих просторів внутрішніми просторами. Також у цей час були намальовані фрески Джона Вокера, що зображують сцени з місцевої історії Мобіла. Комплекс був пошкоджений ураганом Фредерік 12 вересня 1979 року, що змусило орендарів покинути будівлю. Згодом його відновили.

## Опис

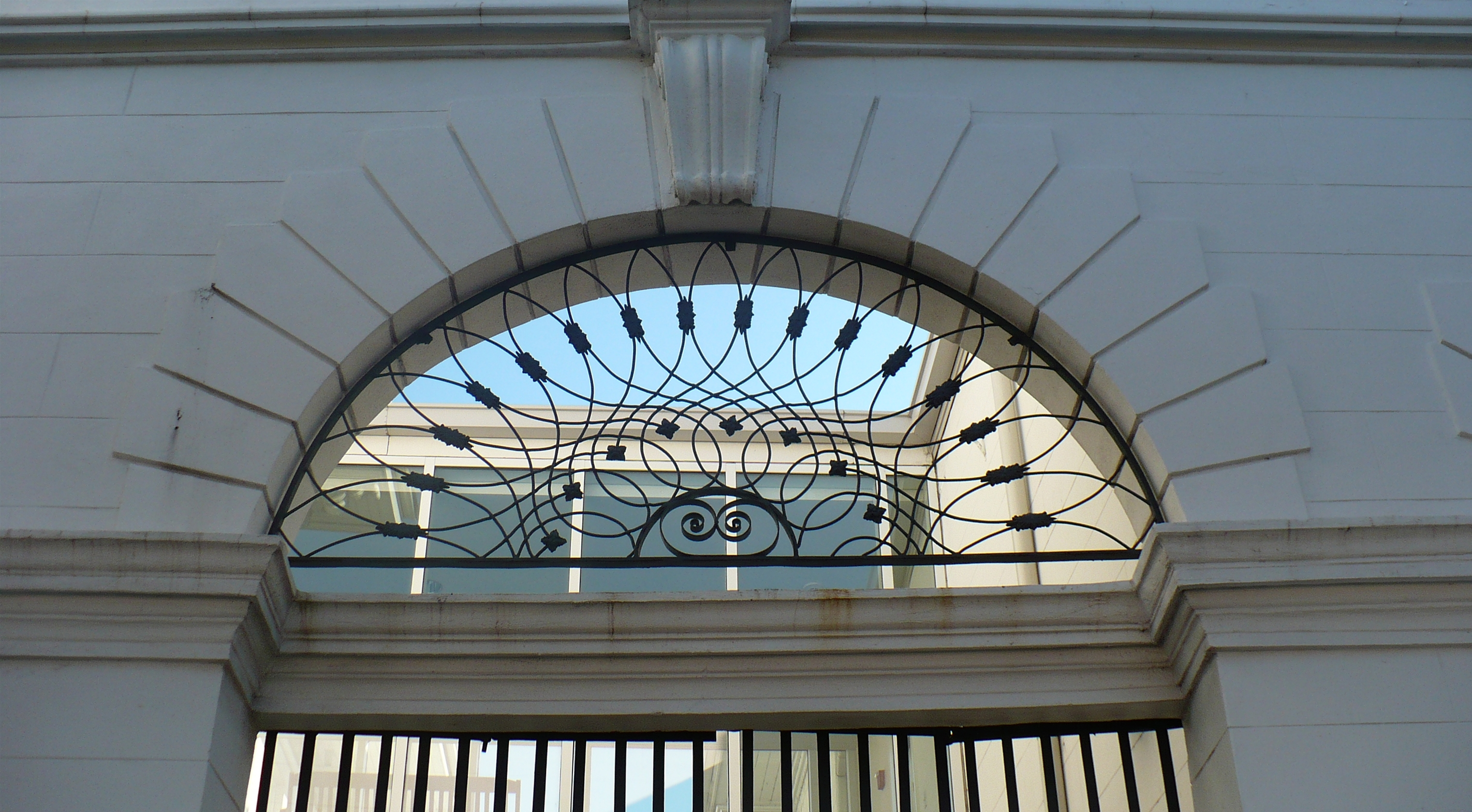
Деталь аркадної залізної конструкції.

У комплексу дизайн в італійському стилі та складається з чотирьох прямокутних секцій, з'єднаних трьома аркадними проходами. Групування становить 244 фути (74 м) завширшки на Роял-стріт, 275 футів (84 м) завдовжки на Черч-стріт, а задня частина становить 213 футів (65 м) завширшки на Водній вулиці. Будівля оштукатурена цегляна конструкція з дерев'яною обробкою та кронштейнами.
Дві центральні секції утворюють U-подібну масу, що виходить на Роял-стріт і тягнеться до Вотер-стріт. Вони займають два поверхи на Королівській вулиці та один поверх на Вотер-стріт. Цю центральну частину увінчує центральний восьмикутний купол. Два крила прибудови також мають два поверхи у висоті, хоча й меншої висоти, ніж центральні секції. Прибудова південного крила 30 футів (9 м) завширшки на 275 футів (84 м) завдовжки і виходить на вул Черч. На першому поверсі південного крила колись розміщувалися кіоски та магазини для ринку, але з тих пір він був змінений, щоб замкнути простір. Прибудова північного крила 30 футів (9 м) завширшки і значно коротше за південне крило. Північна стіна приєднана до сусіднього Gulf Coast Exploreum.

## Музей
Починаючи з 1997 року будівлю було реконструйовано для розміщення Музею історії Мобіла. У 2000 році до задньої частини будівлі було додано прибудову для розміщення постійних експозицій музею та офісів персоналу. Музей був закритий на ремонт приблизно на шість місяців після повені, завданої ураганом Катріна у 2005 році.
Експонати охоплюють два великі поверхи комплексу та оповідають про 300-річну історію Мобіла. У музеї зазвичай є експозиція, яка триває півроку, експонати спеціальної колекції, які періодично змінюються, і кілька постійних експозицій. Постійні виставки: виставку Old Ways New Days, яка досліджує історію Мобіла від колонізації до сьогодення, а також виставку Walls and Halls із меблями, антикварним сріблом, творами мистецтва та іншими артефактами.

## Зображення

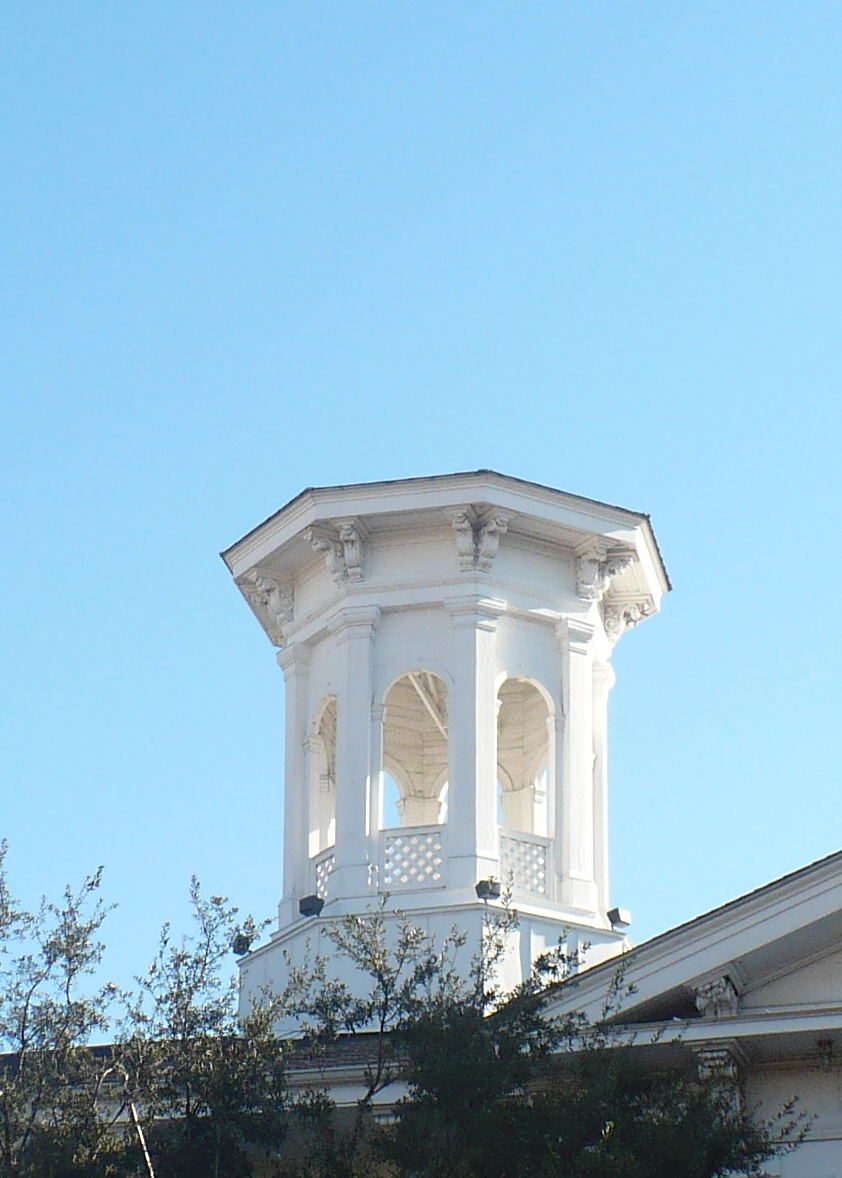
Деталь купола.
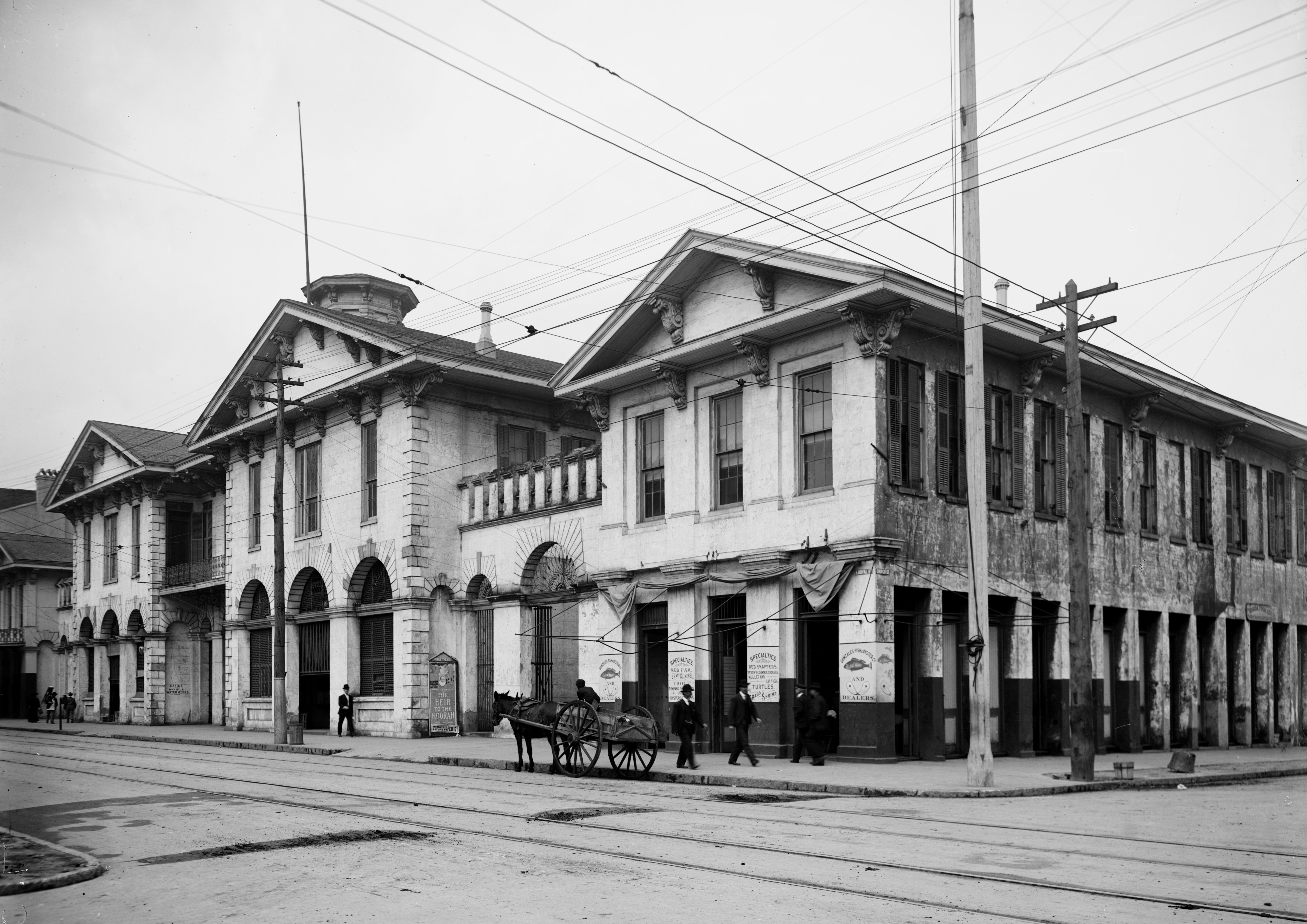
Знімок 1906 року.
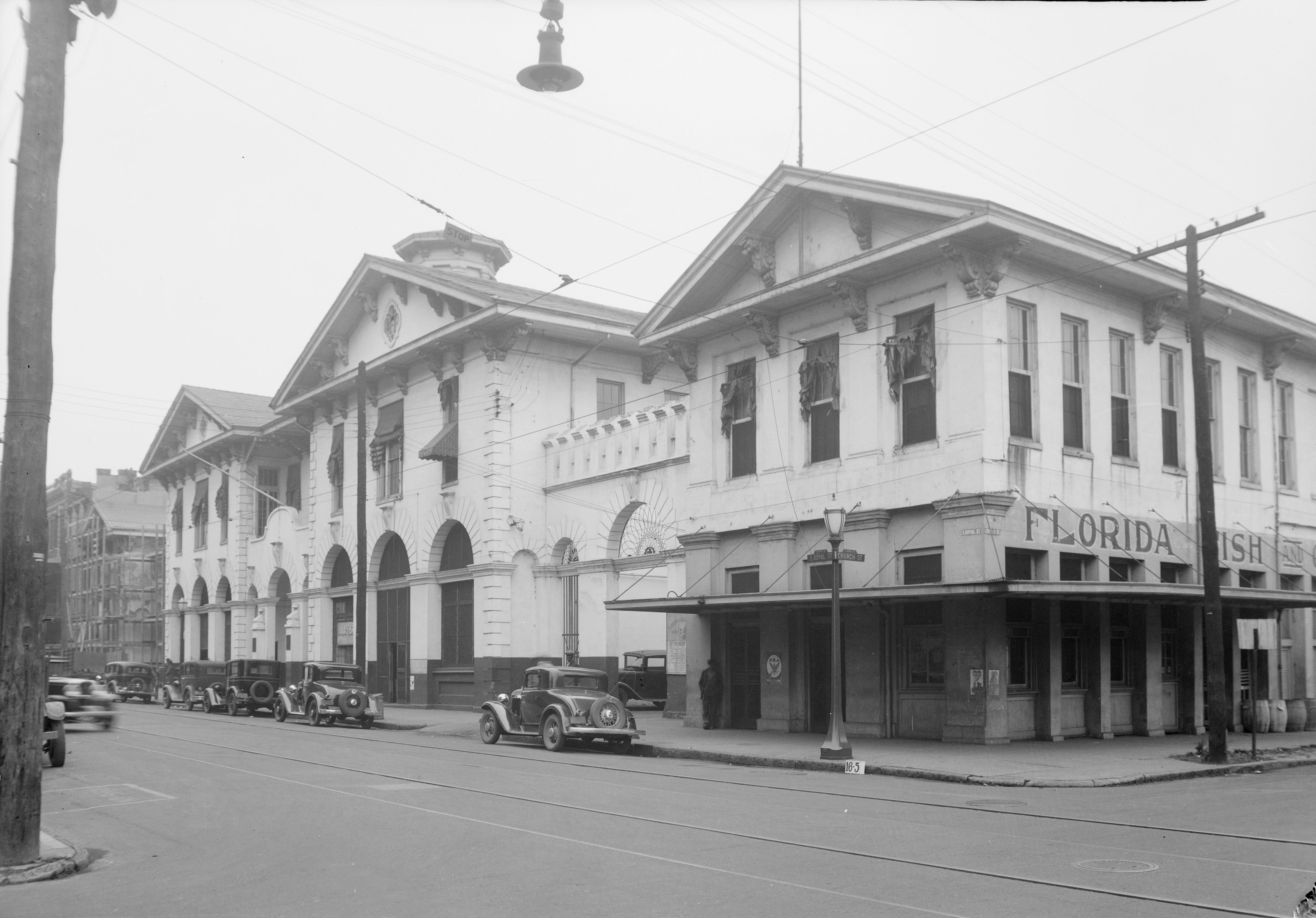
Фото HABS, зроблене в 1934 році.
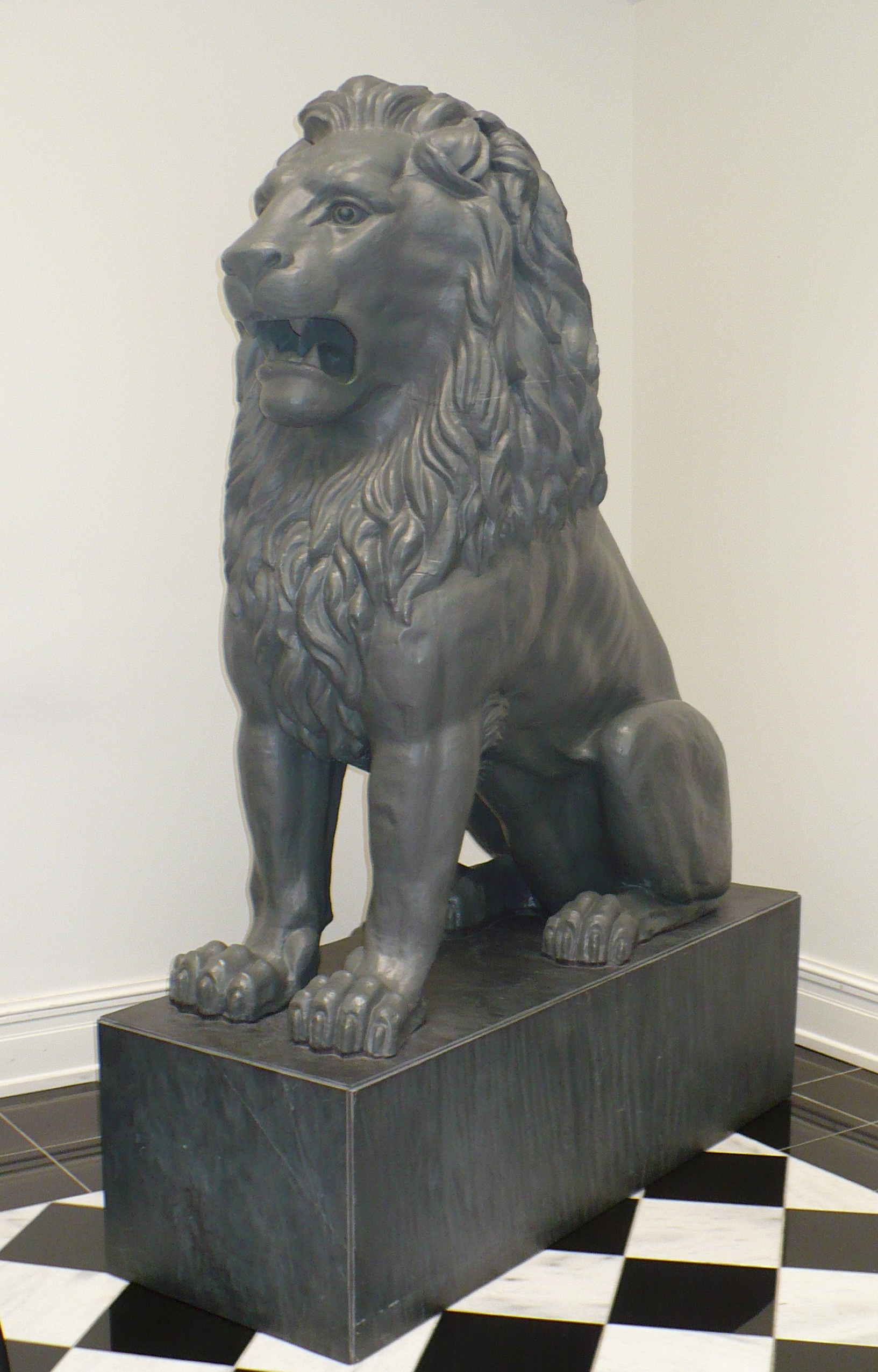
Один із пари античних статуй левів біля входу до експонатів.